# JSTOR
JSTOR (abbreviazione di Journal Storage) è una biblioteca digitale statunitense fondata nel 1995.

## Storia
L'idea del progetto risale al 1993, quando William G. Bowen, membro del Board of Trustees della Denison University, in Ohio, e presidente della Andrew W. Mellon Foundation, avvertì una crescente richiesta per una raccolta digitale di riviste accademiche. Bowen agì in risposta alla necessità sentita dalle biblioteche accademiche e di ricerca di avviare un progetto cooperativo di digitalizzazione delle riviste con un conseguente abbattimento dei costi di gestione delle collezioni. Il progetto, partito da dieci testate di economia e di storia, vide un immediato successo grazie alla possibilità dell'accesso online e alla possibilità di ricerca sul testo integrale degli articoli, e venne via via ampliato. 
Nel 2000 fu terminato il lavoro di digitalizzazione e di riversamento delle Philosophical transactions of the Royal Society dal loro anno di nascita, il 1665, grazie all'accordo stretto con la Royal Society di Londra. Fu finanziata dalla statunitense Andrew W. Mellon Foundation ed è stata un'organizzazione indipendente non profit, fino a quando, nel 2009, vi è stata la fusione con Ithaka, organizzazione che fornisce servizi alla comunità accademica nel campo delle tecnologie digitali.
Dopo l'arresto e il rilascio su cauzione di Aaron Swartz che aveva riversato il database nella rete open access dell'MIT, nel 2012 JSTOR decise di rendere gli articoli accademici di pubblico dominio. Al 2020 restano visibili solamente le anteprime.

## Contenuti
Nata in origine per conservare le digitalizzazioni di numeri passati di periodici accademici, include ora libri, fonti primarie e numeri correnti di periodici, e consente di effettuare ricerche sull'intero testo di più di un migliaio di testate. Più di settemila istituzioni di oltre centocinquanta Stati hanno accesso alla banca dati, per la maggioranza tramite sottoscrizione a pagamento. Alcuni contenuti più vecchi sono però in libero dominio e accessibili gratuitamente a chiunque. JSTOR ha inoltre lanciato nel 2012 un programma di fornitura dell'accesso senza costi ad articoli non recenti per gli studiosi e i ricercatori che ne facciano richiesta.

## Accesso
Dalla sua fondazione, JSTOR ha ampliato il numero delle modalità di accesso alla letteratura scientifica in esso contenuta, sviluppando programmi paralleli destinati a tipologie differenti di pubblico e con differenti tipi di limitazioni:
- Accesso per sottoscrizione: l'accesso integrale è consentito a istituzioni accademiche, biblioteche pubbliche, istituti di ricerca, musei e scuole che sottoscrivano l'abbonamento a pagamento alla banca dati. Da gennaio 2013, tale accesso è stato esteso agli ex studenti o ricercatori di una selezione di scuole e università grazie al programma "Access for Alumni"[6].
- Programma "Early Journal Content": da settembre 2011 JSTOR ha reso gli articoli in pubblico dominio presenti nel suo archivio liberamente accessibili a chiunque. Il programma riguarda gli articoli pubblicati precedentemente al 1923 negli Stati Uniti e al 1870 negli altri paesi. JSTOR stessa ha sostenuto che, sebbene l'organizzazione stesse lavorando a tale progetto da tempo, la controversia riguardante lo scaricamento di un'ingente quantità di dati da parte dell'attivista statunitense Aaron Swartz col presumibile intento di caricarli su siti di file sharing ha almeno parzialmente influito sulla decisione di accelerare i tempi per la messa a disposizione di questa parte di archivio[7].
- Programma "Register & Read": attivo da marzo 2012, consente a singoli ricercatori, o a persone interessate, di accedere gratuitamente, ma con alcuni limiti, a una sezione dell'archivio JSTOR[8].